# بول ماكهيل
بول فرانسيس ماكهيل الابن (بالإنجليزية: Paul Francis McHale, Jr.)‏ (ولد في 26 يوليو 1950 في بيت لحم، بنسيلفانيا، الولايات المتحدة) سياسي أمريكي. من 2003 إلى 2009 شغل منصب مساعد وزير الدفاع للدفاع عن الوطن. بالإضافة إلى ذلك من 1993 إلى 1999 كان يمثل المقاطعة الخامسة عشر من ولاية بنسلفانيا في مجلس النواب الأمريكي. في عام 1992 هزم ماكهيل عضو مجلس النواب السابق دونالد ل. ريتر على مقعده الذي يمثل وادي ليهاي في الكونغرس الأمريكي. حاليا ماكهيل رئيس الدعم المدني الدولية وهي شركة استشارية تقدم المشورة للمقاولين من القطاع الخاص والوكالات الحكومية في المسائل المتعلقة بالتأهب للكوارث والاستجابة للأزمات والدفاع عن الوطن والأمن.
شارك في عملية درع الصحراء وعملية عاصفة الصحراء خلال حرب الخليج الثانية. كما خدم ماكهيل في جولات قتالية في المملكة العربية السعودية في عام 1990 والكويت عام 1991 وأفغانستان في عام 2007.
في أكتوبر 2006 استدعى ماكهيل لأداء واجب القوات البحرية النشط لنشره في أفغانستان.